# Xiaokai Yang
Xiaokai Yang (nascido como Yang Xiguang; chinês simplificado: 杨小凯; 6 de outubro de 1948 – 7 de julho de 2004) foi um economista chinês-australiano. Ele foi um dos teóricos mais eminentes do mundo em análise econômica, e um influente defensor da democracia na China.

## Biografia

### Início da vida
Yang nasceu na China, filho de funcionários do Partido Comunista Chinês. O status de seus pais significava que ele inicialmente teve uma vida privilegiada, recebendo uma excelente educação para os padrões chineses da época.

### Vida sob o governo maoista
Sua vida mudou dramaticamente nos primeiros dias da Revolução Cultural. Yang era um guarda vermelho em Hunan que fazia parte da facção rebelde Shengwulian. Em nome do grupo, Yang escreveu o que provavelmente se tornou o artigo mais influente da Revolução Cultural. Ele publicou um tratado político intitulado "Para onde a China?", que criticava fortemente o regime comunista de Mao Zedong de uma perspectiva mais à esquerda.
Yang argumentou que o conflito essencial na China era entre a nova "classe capitalista vermelha", consistindo de quadros do PCCh e suas famílias, e as massas do povo chinês. Este foi um desvio chocante e ousado da visão maoísta ortodoxa de que o conflito na China era essencialmente entre Mao e seus inimigos. O ensaio de Yang foi lido por centenas de milhares de chineses durante a Revolução Cultural. Não podia ser lido abertamente e era passado secretamente entre amigos de confiança, provocando um debate animado em toda a China. Sua influência foi tão grande que alguns membros do Movimento pela Democracia da década de 1980 na China viram Yang Xiaokai como "o precursor da Geração Pensante".

### Prisão e libertação
Mao denunciou Yang pessoalmente como contra-revolucionário em 1969. Yang foi preso e enviado para a prisão por 10 anos. Em um ponto, Yang soube que ele estava programado para ser executado, embora, felizmente, isso nunca aconteceu. No entanto, perturbada pelo tratamento de seu filho, a mãe de Yang, Chen Su, cometeu suicídio.
Enquanto estava na prisão, Yang conseguiu aprender inglês e cálculo.

### Carreira profissional
Yang foi admitido no Instituto de Economia da Academia Chinesa de Ciências Sociais com a ajuda do economista Yu Guangyuan, então vice-diretor da Academia. Yu o admitiu como estudante de economia matemática. Mais tarde, ele ingressou na Hunan University e publicou dois livros altamente influentes sobre economia. Ele então estudou na Universidade de Princeton, onde obteve um Ph.D. em Economia.
Após seus estudos em Princeton, Yang aceitou uma bolsa de pós-doutorado na Universidade de Yale. Em 1988, mudou-se para a Austrália e assumiu o cargo de professor na Monash University. Ele rapidamente ganhou ampla atenção internacional, publicando vários artigos e livros em inglês. Ele foi nomeado conferencista sênior em 1989, leitor em 1993 e foi premiado com uma cadeira pessoal de Economia em 2000. Em 1993, foi eleito membro da Academia Australiana de Ciências Sociais. Ele foi nomeado duas vezes para o Prêmio Nobel de Economia (2002 e 2003).
Ele colaborou com alguns dos principais economistas do mundo, incluindo Yew-Kwang Ng e Jeffrey Sachs, o último dos quais afirmou que "Yang é um dos teóricos econômicos mais penetrantes e exigentes do mundo e uma das mentes mais criativas na profissão de economista". Em 2002, o vencedor do Prêmio Nobel, Professor James M. Buchanan, disse que: "Na minha opinião, a pesquisa mais importante e empolgante em economia do mundo é feita na Monash, e é feita por Xiaokai Yang."
Yang foi um economista neoclássico. Ele é elogiado por seus colegas por ter esclarecido muitas digressões inúteis na redação econômica e devolvido a disciplina aos insights fundamentais de Adam Smith. Seu trabalho é baseado no ideal de que todas as pessoas (potenciais comerciantes) são iguais em todos os aspectos relevantes. Ele partiu disso para desenvolver um extenso aparato explicativo. Seu trabalho abrange equilíbrios que envolvem mais ajustes comportamentais do que aqueles definidos em modelos neoclássicos ortodoxos de equilíbrio geral. De acordo com Buchanan, essa abordagem tem implicações importantes para uma ampla gama de questões na economia, como globalização, terceirização, bem como mobilidade internacional e locacional.
Também estudou na Wuhan University of Technology.

### Doença e conversão religiosa
Yang foi diagnosticado com câncer de pulmão em setembro de 2001. Os médicos previram que isso o mataria em breve, mas ele viveu mais anos do que inicialmente esperado. Em 2002, Yang se converteu ao cristianismo e tornou-o público, tornando-se membro da Igreja Anglicana. Seis meses depois, ele foi batizado e escreveu um segundo testemunho sobre sua nova crença na Bíblia.
Ele morreu em 7 de julho de 2004, deixando sua esposa, Xiaojuan; e três filhos, Xiaoxi, James e Edward. Sua vida agitada é descrita em suas memórias, Captive Spirits: Prisoners of the Cultural Revolution.

## Legado
A principal contribuição de Yang na época de sua morte foi o desenvolvimento da economia infra-marginal, que são aquelas decisões discretas que ditam as dependências do caminho futuro.
Ele foi um autor prolífico em economia, mas Yang escreveu simultaneamente um grande corpo de ensaios políticos influentes em chinês, incluindo um livro best-seller.